# Hamilton Ricard
Hamilton Ricard (Chocó, Colòmbia, 12 de gener de 1974) és un futbolista colombià. Va disputar 27 partits amb la selecció de Colòmbia.